# 基輔電車

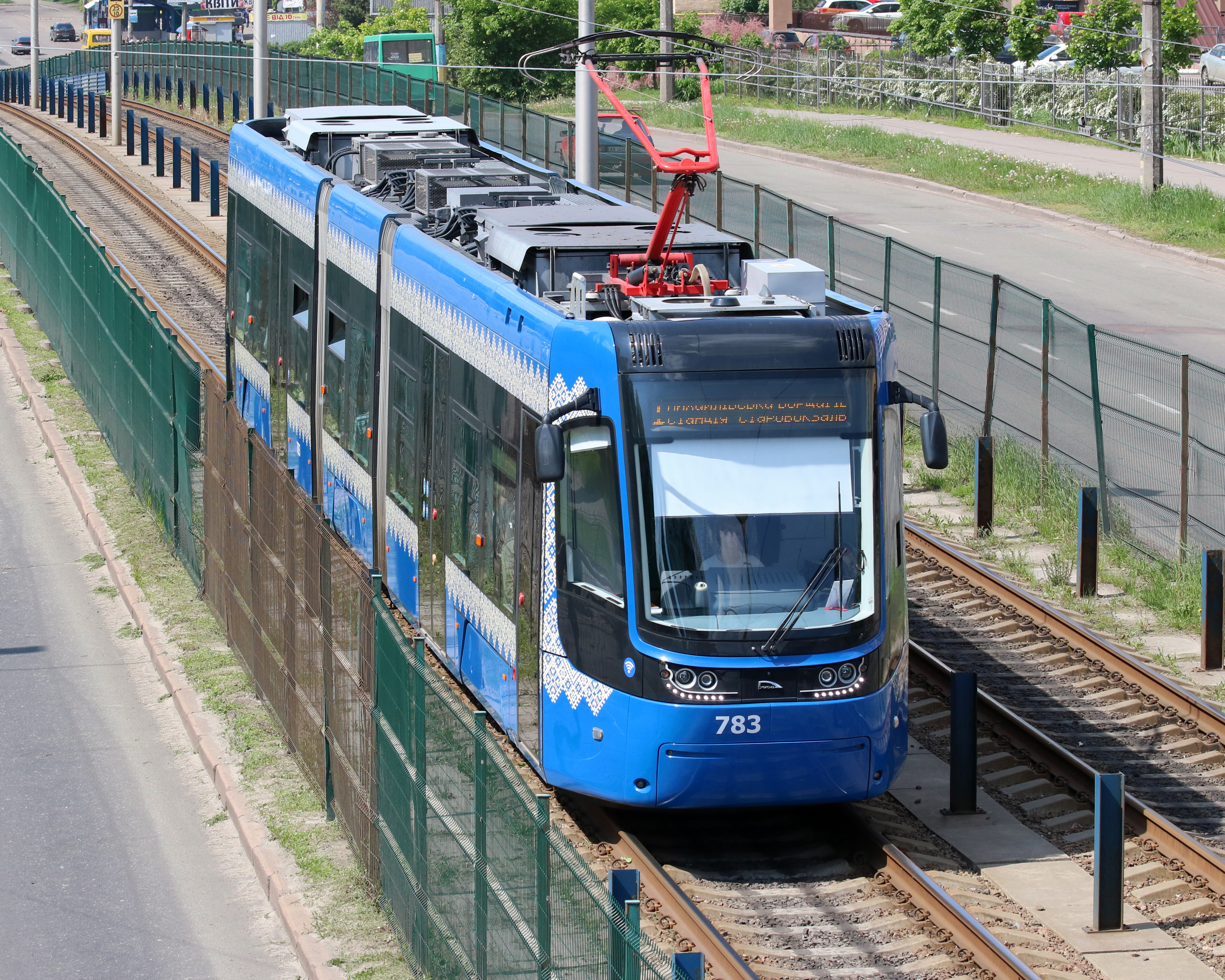

基輔路面電車（羅馬化：Kyivskyi tramvai）是烏克蘭首都基輔的電車交通系統。基輔路面電車是俄羅斯帝國首個電車系統，也是歐洲第三個電車系統，僅次於柏林有軌電車和布達佩斯的電車系統。現在基輔路面電車全長139.9（86.9英里），其中14（8.7英里）是基輔輕軌。基輔路面電車共有21條線路，總車輛數523輛。